# Leptocometes spitzi
Leptocometes spitzi là một loài bọ cánh cứng trong họ Cerambycidae.